# Voo Pan Am 151
O voo Pan Am 151, pilotado pelo avião movido à hélice Lockheed L-049 Constellation Clipper Great Republic (prefixo N88846), foi um voo que, em 22 de junho de 1951, caiu em uma colina da África Ocidental a uma altitude de 1,050 ft (320 m) perto da aldeia de Sanoyie no condado de Bong, Libéria. Todos os 31 passageiros e nove tripulantes a bordo morreram.

## Sequência de eventos
O voo de Joanesburgo para Nova Iorque estava em Acra, Costa do Ouro (agora Gana), para Monróvia, Libéria, parte de sua viagem. Às 03h01min, durante uma aproximação antes do amanhecer ao Aeroporto Robertsfield de Monróvia, a tripulação de voo informou à torre que o rádio-farol em Dacar, Senegal, estava interferindo com o rádio-farol de Robertsfield. Depois que um boletim meteorológico das 03h15min foi enviado aos pilotos, todo o contato com a aeronave foi perdido. O voo foi dado como desaparecido às 04h10min do dia 22 de junho, e uma busca aérea foi realizada, mas não obteve sucesso na localização da aeronave. Às 14h30min do dia 23 de junho, um mensageiro a pé chegou da vila de Sanoyie para relatar que um avião caiu na encosta de uma colina um dia antes, a vários quilômetros da vila e que todos a bordo morreram.

Após um dia de busca, os “restos completamente desintegrados do avião da Pan American World Airways que desapareceu sobre a África Ocidental na quinta-feira à noite foram encontrados ontem”, disse Harold R. Harris, vice-presidente da linha. Pesquisadores de uma missão luterana em Sanoye, Libéria, localizaram pela primeira vez o avião quadrimotor quebrado que transportava trinta e um passageiros e nove tripulantes. Mais tarde, funcionários da Pan American em um avião da empresa sobrevoaram os destroços e os identificaram.

O que restava do grande transporte foi encontrado pelo grupo de caça da missão a cerca de quatro milhas a sudoeste da vila de Sanoye e cerca de 45 milhas ao norte-nordeste de Roberts Field. O avião atingiu perto do topo de uma colina de 1.500 pés.— The New York Times, 24 de junho de 1951 (em inglês)

## Investigação
Foi determinado que o local onde o voo caiu estava além do alcance efetivo do farol de Robertsfield. Isso, combinado com o relatório da tripulação de que o farol de Dakar estava interferindo no farol de Robertsfield, resultou na alteração da frequência do farol de Robertsfield para fornecer maior separação de frequências entre os dois faróis. A investigação dos destroços não revelou indícios de mau funcionamento mecânico, a aeronave tinha combustível suficiente para mais oito horas de voo, o peso e a disposição da carga estavam dentro dos limites permitidos e o clima estava acima dos mínimos.
A investigação do Conselho de Aeronáutica Civil concluiu que a causa provável do acidente foi a ação do comandante em descer abaixo de sua altitude mínima de rota sem identificação positiva da posição do voo.